# 聖婦芳嘉教堂 (巴黎)

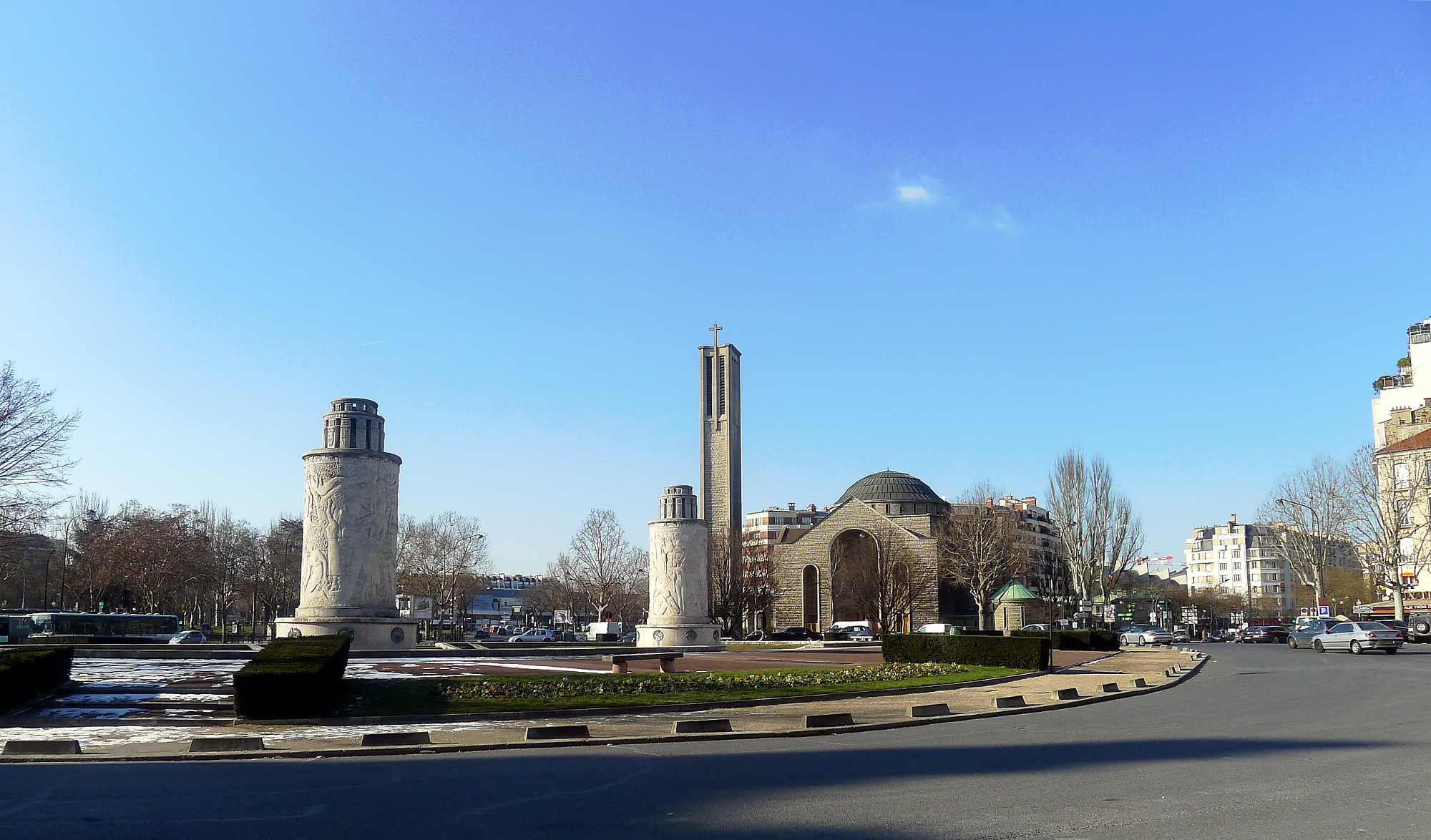

聖婦芳嘉教堂（Sainte-Jeanne-de-Chantal）是法國首都巴黎的一座羅馬天主教的教堂，外觀為拜占庭風格，擁有一大型圓頂。這座教堂修建於1932年至1956年期間。完全竣工是在1962年。鐘樓和教堂分離。

## 外部連結
- Sainte Jeanne de Chantal website （页面存档备份，存于） (法语)